# 爪哇厚壁蕨
爪哇厚壁蕨（学名：Hymenophyllum blandum）为膜蕨科膜蕨属下的一个种。

## 扩展阅读
- 維基物種上的相關：爪哇厚壁蕨